# Ludivine Coulomb
Ludivine Coulomb est une footballeuse française, née le 12 décembre 1992 à Mende en Lozère. Elle évolue au poste de défenseure latérale au Puy Foot 43 Auvergne en Division 2.

## Carrière
Ludivine Coulomb commence sa carrière avec l'Avenir Foot Lozère (Mende). Elle signe en 2007 avec le Racing-Club de Saint-Étienne qui vient de monter en Division 1. Cette même année elle fait ses débuts avec l'Équipe de France des moins de 16 ans.
Elle intègre l'effectif premier du Racing en 2008. En 2009, le club de football féminin est absorbé par le club masculin professionnel voisin de l'AS Saint-Étienne. Le point d'orgue pour Ludivine et le club stéphanois est la victoire en Coupe de France (Challenge de France) en 2011.
Le 13 septembre 2011, elle marque son premier but en bleu (moins de 19 ans) lors de la large victoire (11-0) de l'Équipe de France contre la Géorgie.
Ludivine ne fait que le début de la saison 2013-2014 avec l'AS Saint-Étienne, et signe en janvier 2014 au Puy Foot 43 en deuxième division afin de retrouver du temps de jeu (seulement 2 matchs disputés avec l'ASSE sur les 4 premiers mois de la saison). 

## Palmarès
- Vainqueur du Challenge de France féminin en 2011
- Vainqueur de la Coupe Nationale 16 ans : 2007 et 2008